# Tobias Lindholm
Tobias Lindholm (ur. 5 lipca 1977 w Næstved) – duński scenarzysta i reżyser filmowy.
Stały współpracownik reżysera Thomasa Vinterberga, wraz z którym dwukrotnie zdobył Europejską Nagrodę Filmową dla najlepszego scenarzysty za filmy Polowanie (2012) i Na rauszu (2020).
Jego debiutem reżyserskim był dramat więzienny R (2010), w którym w głównej roli wystąpił Pilou Asbæk, stale współpracujący z Lindholmem. Kolejny obraz twórcy, Porwanie (2012), miał swoją premierę w sekcji "Horyzonty" na 69. MFF w Wenecji. Była to opowieść o ekipie duńskiego statku, który został porwany przez somalijskich piratów. Wojna (2015), poświęcona dylematom duńskiego wojskowego oskarżonego o zbrodnię wojenną w czasie służby w Afganistanie, była nominowana do Oscara dla najlepszego filmu nieanglojęzycznego.